# Magie rapprochée
 (février 2024).
Si vous disposez d'ouvrages ou d'articles de référence ou si vous connaissez des sites web de qualité traitant du thème abordé ici, merci de compléter l'article en donnant les références utiles à sa vérifiabilité et en les liant à la section « Notes et références ».
Pour les articles homonymes, voir Close-up.

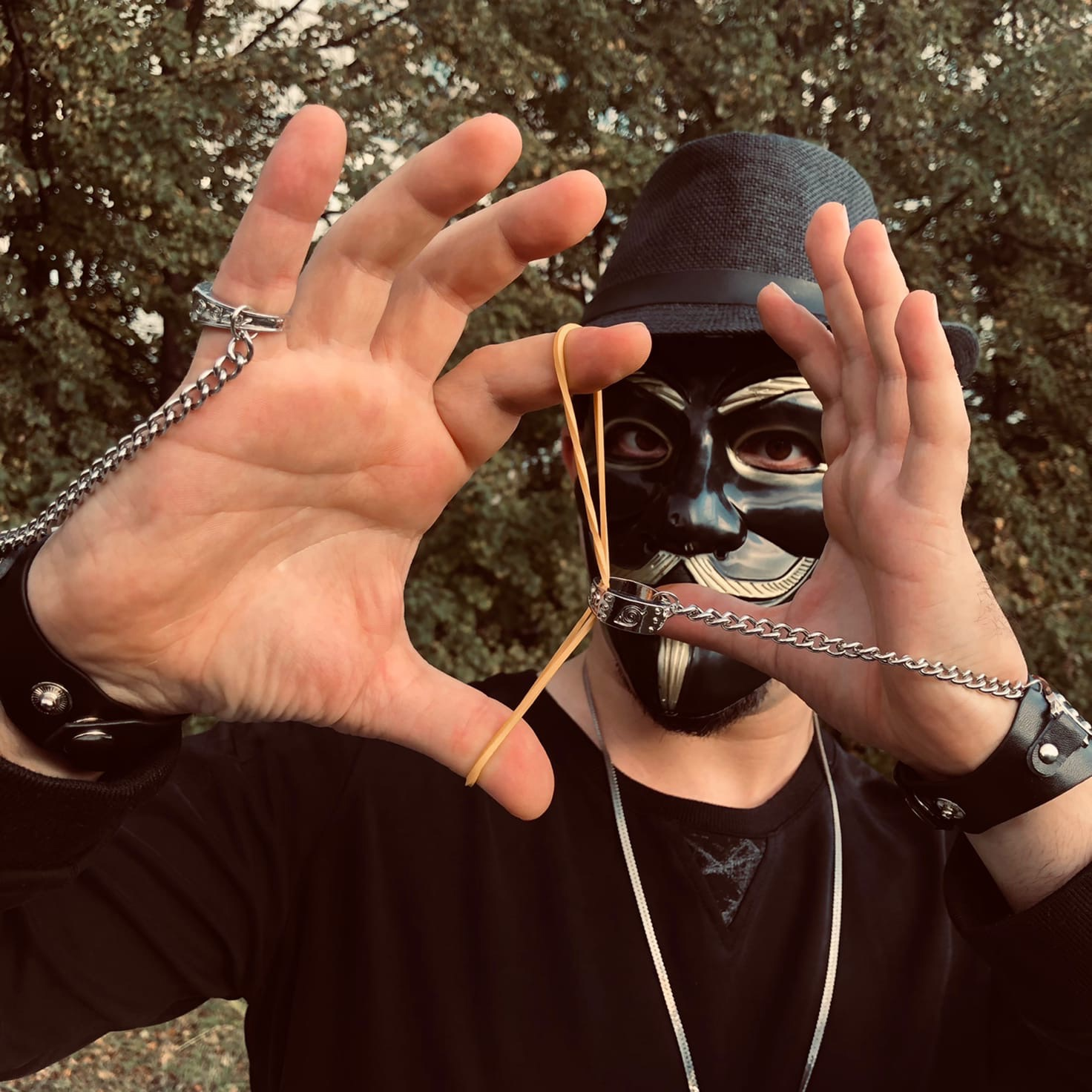
Un magicien masqué fait un tour de magie rapprochée avec un élastique et un anneau en métal enchaîné

Les expressions magie rapprochée et micromagie désignent une forme de tour de magie ; cette façon de procéder est aussi désignée par l'expression anglaise close-up qui signifie « de près ».

## Description
C'est une spécialité de la prestidigitation qui fait appel à des petits objets comme des cartes, des pièces, des balles, etc.

## Magiciens declose-up
- Bernard Bilis
- Dominique Duvivier
- René Lavand
- Gérard Majax
- Jay Sankey
- David Stone
- Francis Tabary
- Juan Tamariz
- Dai Vernon